# Juan Pablo Villalobos
Juan Pablo Villalobos (Guadalajara, 1973) é um escritor e empresário mexicano. Sua marca característica é um humor negro particular, iconoclasta e cáustico que hibridiza os géneros.

## Biografia
Estudou mercadotecnia e literatura comparada em Barcelona, onde chegou com uma bolsa em 2003. Em 2007 mudou-se para Campinas, no Brasil, e voltou a Barcelona em 2014, onde reside atualmente. Como escritor cultivou o livro de viagens e a crítica literária e cinematográfica em publicações como Granta e traduziu em 2013 a novela de Rodrigo de Souza Leão Todos os cães são azuis. Também tem pesquisado a influência da vanguarda na obra do escritor César Aira. Casou-se na Espanha e tem dois filhos.
Seu primeiro livro, Festa no covil, é uma condenação do machismo ambientada no ambiente narcotráfico do México, contemplado da perspectiva de um menino. Foi traduzido ao português, francês, italiano, alemão, romeno, holandês e inglês e mostra alguma influência de Cartucho, um livro de contos sobre a Revolução mexicana de Nellie Campobello. Por isso é conhecido na Alemanha como um representante da chamada "narcoliteratura". Seus livros seguintes, Se vivêssemos em um lugar normal e Te vendo um cachorro, compõem a chamada "trilogia mexicana".
Em 2016 escreveu No voy a pedirle a nadie que me crea, que ganhou o prêmio Herralde de novela da editora Anagrama.  Em 2018 publica Yo tuve un sueño, livro de contos baseados em relatos verdadeiros de crianças da América Central emigrando para os Estados Unidos.

## Obras
- Festa no covil (Fiesta en la madriguera), 2010.
- Se vivêssemos num lugar normal (Si viviéramos en un lugar normal), 2012.
- Te vendo um cachorro (Te vendo un perro), 2015.[5]
- Ninguém precisa acreditar em mim (No voy a pedirle a nadie que me crea), 2016, Prémio Herralde.
- Yo tuve un sueño, 2018
- La invasión del pueblo del espíritu. Barcelona : Editorial Anagrama, 2020 ISBN 978-84-339-9891-0[6]